# Émile Espérandieu

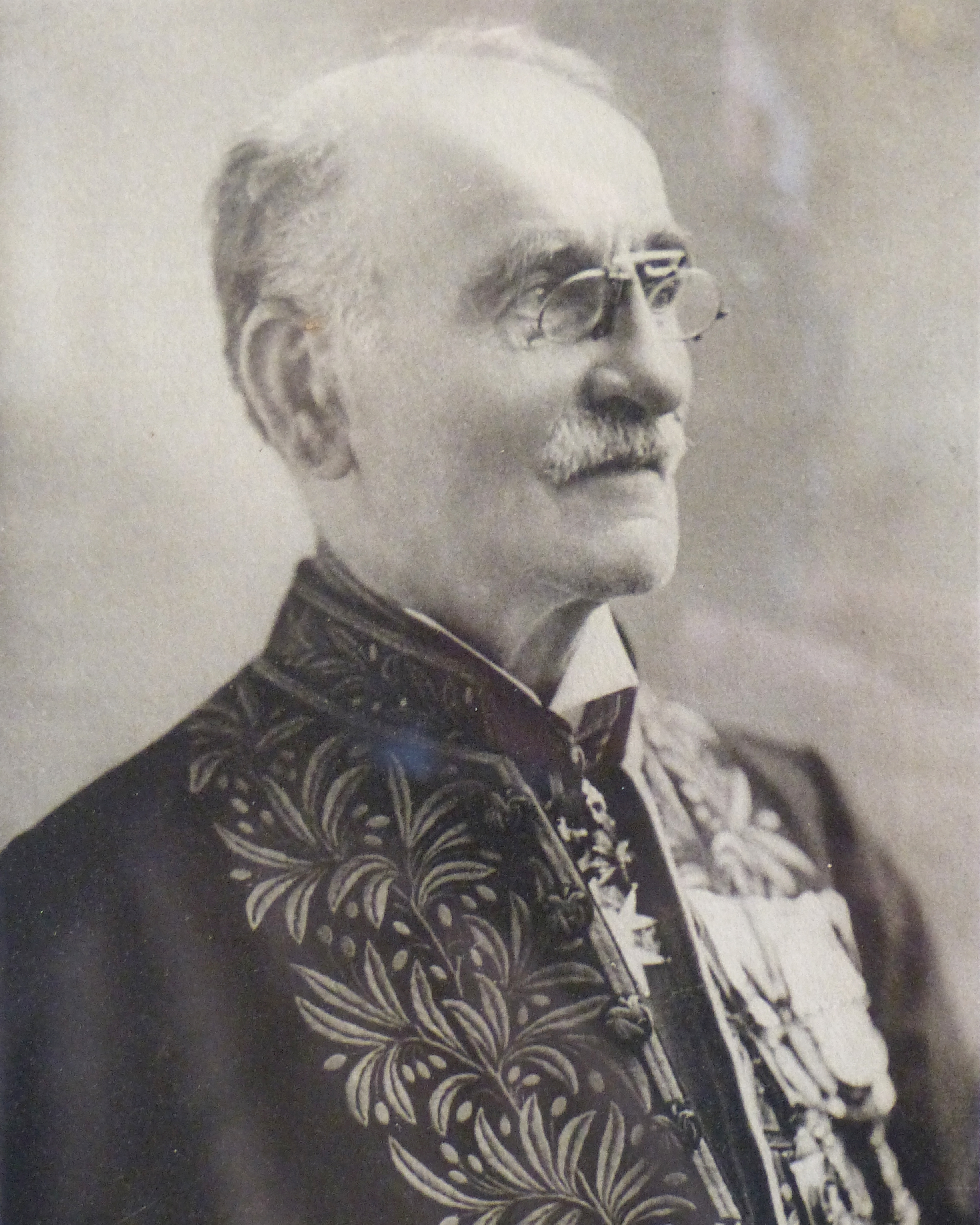
Émile Espérandieu

Émile Jules Espérandieu (geboren am 11. Oktober 1857 in Saint-Hippolyte-de-Caton; gestorben am 14. März 1939 in Avignon) war ein französischer Militär, Archäologe und Epigraphiker.

## Ausbildung und Militär
Émile Espérandieu, Sohn einer alteingesessenen protestantischen Familie im Département Gard, besuchte von 1869 bis 1875 die Schulen in Saint-Hippolyte-de-Caton, Euzet und Alès. Im Jahr 1878 wurde er Schüler der Militärschule Saint-Cyr, die er 1878 als Unterleutnant verließ. Von 1882 bis 1883 nahm er an der Kampagne Frankreichs gegen Tunesien infolge des Bardo-Vertrags teil, die zur kurzfristigen Einrichtung eines französischen Protektorats in Tunesien führte. Sein Einsatz in Tunesien, für den er 1884 zum Leutnant befördert wurde, brachte ihn mit den Hinterlassenschaften der römischen Antike in diesem Gebiet – vor allem in Makthar, Dougga und Téboursouk – in Berührung und weckte sein Interesse an der Archäologie. Mit sicherer Linienführung beim Zeichnen ausgestattet, begann er Denkmäler zu erfassen und lateinische Inschriften zu dokumentieren.
Zurück in Frankreich wurde Émile Espérandieu Dozent für Topographie und Geographie an der École militaire d’Infanterie, einer französischen Militärschule. Aufgrund einer zunehmenden Taubheit wurde er 1910 in den militärischen Ruhestand versetzt, mit Beginn des Ersten Weltkriegs jedoch wieder in den aktiven Dienst gestellt.

## Archäologie
Seit seiner Zeit in Tunesien waren die Archäologie und speziell die gallo-romanische Epigraphik sein spezielles Interessengebiet, dem er mit jeder Versetzung seines Standortes nachging. Seine Aktivitäten galten hierbei gleichermaßen topographischen Untersuchungen wie den Archivalien, etwa den Unterlagen zu den Altertümern, die Choiseul-Gouffier nach Frankreich brachte. Der wissenschaftlichen Fachwelt in Frankreich blieb Émile Espérandieu, der weder eine akademische Ausbildung auf dem Gebiet der Altertumswissenschaft nachweisen konnte noch je Mitglied einer der diesbezüglichen Institutionen wie der École française d’Athènes war, mit seinen Aktivitäten zunächst ein Fremder, der „commandant Espérandieu“. Doch war Salomon Reinach einer seiner wenigen Freunde während der frühen Phase seines wissenschaftlichen Arbeitens. Unermüdliches Publizieren – 389 Artikel in 53 Jahren – ließ jedoch die Vorbehalte gegen den „Quereinsteiger“ schwinden. Im Jahr 1899 übernahm er die Leitung der Revue épigraphique du Midi de la France.
Émile Espérandieu, der als Siebzehnjähriger eine Tragödie über Vercingetorix geschrieben hatte, wurde 1906 vom Comité des travaux historiques beauftragt, das seit den Forschungen zur Zeit des an Archäologie interessierten Napoleon III. bekannte Alesia zu untersuchen. Bis 1909 zunächst widmete er sich dieser Aufgabe, kaufte Grundstücke, um freier forschen zu können, geriet aber in zunehmend heftiger werdende Auseinandersetzungen mit der naturwissenschaftlichen Gesellschaft von Semur-en-Auxois, besonders aber mit dem Archäologen Jules Toutain über die Interpretation der archäologischen Befunde. Schließlich brach er die Ausgrabungen ab und übergab seine Funde dem Museum von Alesia sowie dem Musée des Antiquités Nationales in Saint-Germain-en-Laye. Doch setzte er von 1920 bis 1939 immer wieder die Untersuchung Alesias und des Feldes der Schlacht um Alesia fort. Im Jahr 1918 zog er sich nach Nîmes zurück, wo er als Konservator der römischen Altertümer sowie als Direktor der archäologischen Museen wirkte und die École antique de Nîmes, eine gelehrte Gesellschaft, leitete.

## Recueil général
Vor allem mit einem Werk ist das Wirken Espérandieus bis heute verbunden: dem Recueil général des bas-reliefs, statues et bustes de la Gaule romaine („Umfassende Sammlung der gallo-romanischen Reliefs, Statuen und Büsten“). Die Forderung, ein solches Unternehmen zu starten, ging letztlich auf den Althistoriker Camille Jullian im Jahr 1894 zurück, doch wurde es wohl maßgeblich von Salomon Reinachs ab 1896 publiziertem Répertoire de la statuaire grecque et romain angeregt. Während sein eigenes Werk ein an Statuentypen orientiertes Corpus war, regte Reinach im Jahr 1903 gegenüber dem Bildungsminister von Frankreich an, ein Corpus gallo-römischer Reliefs ins Leben zu rufen, das von gleichem nationalen Interesse wie eine Sammlung der lateinischen Inschriften des römischen Galliens wäre. Allerdings waren die Bände des maßgeblichen Corpus Inscriptionum Latinarum zu Gallien mit Band XII im Jahr 1888 und XIII,1 1899–1904 gerade erschienen. Dennoch wurde Émile Espérandieu 1905 beauftragt, ein Recueil général des bas-reliefs de la Gaule unter der wissenschaftlichen Leitung Reinachs zu publizieren. Vorbild für das Unterfangen war das Corpus Inscriptionum Latinarum, Ziel war eine entsprechende Vollständigkeit.
Das Publikationsvorhaben band die Arbeitskraft Émile Espérandieus für die nächsten 30 Jahre. Alle Texte, alle Fotografien – im Laufe der Jahre waren es tausende Glasplatten – fertigte er selbst an und bereiste dafür sämtliche Museen und Sammlungen Frankreichs. Im Jahr 1907 erschien der erste Band, dem bis 1927 acht weitere folgten. Bis 1938 veröffentlichte Espérandieu zudem drei Supplementbände inklusive eines Bandes über das Material Germaniens. Nach seinem Tod wurde das Vorhaben fortgeführt, im Jahr 1981 mit Band 16 der vorerst letzte Band publiziert. Von den Zeitgenossen, auch den deutschen, überwiegend dankbar und begeistert aufgenommen, wurde das Werk mit zunehmender Kenntnis gallorömischer Kultur kritisiert. Dies betraf die am Corpus Inscriptionum Latinarum orientierte Einteilung, die Zuweisung und Datierung einzelner Stücke und die Druckqualität der Abbildungen. Als Grundlage für zahlreiche Detailuntersuchungen war das Recueil général sehr fruchtbar. Auch während der Arbeit am Recueil fand Émile Espérandieu die Zeit, weitere Forschungen zu betreiben. Hierzu gehörten nicht nur die Untersuchungen von Alesia und Ausgrabungen in Nîmes, sondern auch eine Überarbeitung und Aktualisierung von Band XII des Corpus Inscriptionum Latinarum, die er 1929 unter dem Titel Inscriptions latines de Gaule narbonnaise veröffentlichte.
Im Jahr 1936 heiratete Émile Espérandieu die Schriftstellerin Jeanne de Flandreysy, die im Palais du Roure in Avignon einen Salon für mediterrane Kultur unterhielt. Hier verbrachte er die letzten Jahre seines Lebens und in Avignon befindet sich der wissenschaftliche Nachlass Espérandieus.

## Mitgliedschaften und Ehrungen (Auswahl)
Émile Espérandieu war Mitglied zahlreicher gelehrter Gesellschaften und wurde vielfach ausgezeichnet.
- Ritter der Ehrenlegion (1898), Offizier (1919), Kommandeur (1939)
- Mitglied der Société nationale des antiquaires de France (1905)
- Mitglied des Institut français d’anthropologie (1911)
- Mitglied der Académie des inscriptions et belles-lettres (1919)
- Ehrendoktor der Universität Gent (1924)
- Mitglied und Präsident der Académie de Nîmes (1932)
- Mitglied des Deutschen Archäologischen Instituts (1933)
- Mitglied der Société royale d’archéologie de Bruxelles
- Mitglied der Société pour la Recherche et la Conservation des Monuments historiques dans le Grand-Duché de Luxembourg
- Mitglied des Comité des travaux historiques et scientifiques

## Publikationen (Auswahl)
Ein Verzeichnis der Schriften Émile Espérandieus bis 1936 veröffentlichte Henri Rolland: Bibliographie d’Emile Esperandieu membre de l’institut 1883–1936. Mit einem Vorwort von Augustin Fliche. Les Belles Lettres, Paris 1937.
- Note sur quelques ruines romaines de la subdivison du Kef (Tunisie). Rapport présenté à l’Académie des inscriptions et belles-lettres. L. Larguier, Paris 1883.
- Archéologie tunisienne. Épigraphie des environs du Kef, inscriptions recueillies en 1882–1883. Champion, Paris 1884–1885.
- Études sur le Kef. A. Barbier, Paris 1889.
- Cours de topographie élémentaire. Lavauzelle, Paris 1889 (Neuauflagen 1889, 1892, 1907, 1913).
- Recueil des cachets d’oculistes romains. Leroux, Paris 1893.
- Signacula medicorum oculariorum. Leroux, Paris 1904.
- Recueil général des bas-reliefs de la Gaule romaine. Imprimerie nationale, Paris 1907–1938:
  - Band 1: Narbonnaise, Alpes maritimes, Alpes cottiennes, Corse. 1907.
  - Band 2: Aquitaine. 1908.
  - Band 3: Lyonnaise (Ire partie). 1910.
  - Band 4: Lyonnaise (2e partie). 1911.
  - Band 5: Belgique (1re partie). 1913.
  - Band 6: Belgique (2e partie). 1915.
  - Band 7: Gaule germanique, Germanie supérieure. 1918.
  - Band 8: Gaule germanique, Germanie inférieure. 1922.
  - Band 9: Gaule germanique (3e partie et suppl. ). 1925
  - Band 10, 1: Supplément et tables générales du recueil. 1928.
  - Band 10, 2: Recueil général des bas-reliefs, statues et bustes de la Germanie romaine. Complément du recueil général des bas-reliefs, statue. 1931.
  - Band 11: Suppléments. 1938.
- Catalogue des musées archéologiques de Nîmes. I. Cabinet des médailles, monnaies dites consulaires. Gellion et Bandini, Nîmes 1920.
- Catalogue des musées archéologiques de Nîmes. I. Cabinet des médailles, monnaies dites impériales. Gellion et Bandini, Nîmes 1920.
- Inscriptions latines de Gaule (Narbonnaise). Leroux, Paris 1929.
- Les Mosaïques de Nîmes. Larguier, Nîmes 1935.